# Krešimir Bašić
Krešimir Bašić (* 15. September 1975) ist ein kroatischer Basketballtrainer.

## Leben
Während seiner Spielerlaufbahn war Bašić für die Vereine BC Dalvin Split und BC Sucurac 70 Split tätig, von 1994 bis 1996 arbeitete er als Trainer im Nachwuchsbereich von WBC Lokomotiva Zagreb. 1996 wechselte er zu WBC Hrvatski Dragovoljac Zagreb und war dort bis 1998 Assistenztrainer der Damenmannschaft sowie ebenfalls in der Jugendarbeit beschäftigt. In der Saison 1998/99 betreute er die Zagreber Damen als Cheftrainer. Im Spieljahr 1999/2000 war er Assistenztrainer bei der bosnischen Herrenmannschaft BC Posusje.
Bašić nahm zur Saison 2000/01 ein Angebot des BC Sparta Bartringen in Luxemburg an und wurde dort Cheftrainer der Erstligadamen. Im Vorfeld der Saison 2001/02 wechselte er wieder in den Herrenbereich und übernahm das Cheftraineramt beim luxemburgischen Erstligisten BBC Etzella in Ettelbrück. In seiner ersten Spielzeit führte Bašić Etzella zum Gewinn des nationalen Pokalwettbewerbs und in der Saison 2002/03 zum Gewinn des Meistertitels sowie des Pokalwettbewerbs. Von 2001 bis 2006 war er zudem in verschiedenen Trainerfunktionen für Luxemburgs Basketballverband im Einsatz, darunter ab Juli 2005 als Cheftrainer der Herrennationalmannschaft.
Er wechselte 2006 zu ZSKA Sofia nach Bulgarien, war dort zunächst Co-Trainer und wurde im Laufe der Saison 2006/07 ins Cheftraineramt befördert. Anschließend war Bašić in den Spieljahren 2007/08 (Al Ahli Jeddah) und 2008/09 (Al Hilal Riyadh) jeweils Trainer von Mannschaften in Saudi-Arabien. Von 2009 bis 2012 war er Trainer von BBC Amicale Steinsel in Luxemburg. Im Jahr 2010 war er darüber hinaus wieder Trainer beim luxemburgischen Verband.
Im Sommer 2012 wurde er vom österreichischen Bundesligisten Swans Gmunden als Cheftrainer verpflichtet. 2014 zog die Mannschaft unter seiner Leitung ins Pokalendspiel ein, verlor dort aber, das beste Ergebnis in der Bundesliga war die Halbfinalteilnahme im Spieljahr 2014/15. Seine Amtszeit in Gmunden endete im Mai 2015.
In der Saison 2015/16 arbeitete er als Co-Trainer der Fubon Braves in Taiwan, 2016/17 war er zunächst Cheftrainer von KK Tajfun Šentjur in Slowenien, im Oktober 2016 kam es bereits wieder zur Trennung.
Im Frühjahr 2017 war er wieder Nachwuchstrainer beim luxemburgischen Verband, im Mai 2017 kehrte er als Cheftrainer der Herrenmannschaft zu BBC Etzella zurück. 2018 führte er Etzella zur luxemburgischen Vizemeisterschaft und 2019 zum Gewinn des luxemburgischen Meistertitels. In beiden Spieljahren wurde er vom Fachportal eurobasket.com als Trainer des Jahres der luxemburgischen Liga ausgezeichnet. Er war bis 2022 in Luxemburg tätig.
Ende Dezember 2022 trat Bašić das Traineramt bei CSM Târgu Jiu in Rumänien an. Dort blieb er bis zum Ende der Saison 2023/24, hernach wechselte er zu Al Sadd nach Katar.